# James Bishop (Politiker)
James Bishop (* 11. Mai 1816 in New Brunswick, New Jersey; † 10. Mai 1895 bei Morristown, New Jersey) war ein US-amerikanischer Politiker. Zwischen 1855 und 1857 vertrat er den Bundesstaat New Jersey im US-Repräsentantenhaus.

## Werdegang
James Bishop besuchte die Spaulding School sowie die Rutgers College Preparatory School in New Brunswick und arbeitete danach im Handel. Später begann er auch eine politische Laufbahn und wurde Mitglied der kurzlebigen Opposition Party. In den Jahren 1849 und 1850 war er Abgeordneter in der  New Jersey General Assembly. Bei den Kongresswahlen des Jahres 1854 wurde Bishop im dritten Wahlbezirk von New Jersey in das US-Repräsentantenhaus in Washington, D.C. gewählt, wo er am 4. März 1855 die Nachfolge von Samuel Lilly antrat. Da er im Jahr 1856 nicht bestätigt, wurde, konnte er bis zum 3. März 1857 nur eine Legislaturperiode im Kongress absolvieren. Diese war von den Ereignissen im Vorfeld des Bürgerkrieges geprägt.
Nach dem Ende seiner Zeit im US-Repräsentantenhaus arbeitete Bishop in New York City als erfolgreicher Gummihändler. Zwischen 1878 und 1893 leitete er in New Jersey die staatliche Behörde zur Erstellung von Arbeitsstatistiken. Seine letzten Lebensjahre verbrachte er in Trenton. Er starb am 10. Mai 1895 nahe Morristown.